# Беляев, Кирилл Дмитриевич
Кирилл Дмитриевич Беляев (род. 28 июля 1997, Сургут, Тюменская область) — российский хоккеист, нападающий.

## Биография
Начинал заниматься хоккеем в Сургуте. С сезона 2014/15 — в команде МХЛ «Мамонты Югры». 19 ноября 2015 года в матче против ХК «Сочи» дебютировал в КХЛ в составе «Югры». В июне 2018 года заключил двусторонний контракт на два года с «Сочи». Проведя в ноябре семь матчей, остаток сезона отыграл в ВХЛ за «Рязань». После сезона, проведённого в клубе ВХЛ «Торпедо-Горький», три сезона отыграл в чемпионате Казахстана за «Сарыарку». Перед сезоном 2023/23 перешёл в клуб ВХЛ «Динамо» СПб.
Бронзовый призёр чемпионата мира среди молодёжных команд 2017.